# Henrique Luvannor
Luvannor Henrique de Sousa Silva (Campo Maior, 19 de maio de 1990), conhecido por Henrique Luvannor ou apenas Luvannor, é um futebolista brasileiro naturalizado moldávio que joga como atacante. Atualmente joga no Al-Bukayriyah, da Arábia Saudita.

## Carreira
Revelado pelo Paranoá, então na Terceira Divisão do Campeonato Brasiliense em 2009. No ano seguinte, disputou o Campeonato Goiano pelo Morrinhos em 2010. Em 2011, foi contratado pelo Sheriff Tiraspol. Em seus primeiros anos com a camisa das Vespas, Luvannor balançou as redes apenas 5 vezes, sendo improvisado como lateral-direito. A temporada 2013–14 foi produtiva para o jogador, que voltou para o ataque e fez 18 gols em 18 rodadas do primeiro turno da Divizia Naţională (terminou na artilharia da competição, com 26 gols), ajudando o clube a se classificar para a fase de grupos da Liga Europa, ficando em um grupo que teve ainda Anji Makhatchkala, da Rússia, e Tottenham, da Inglaterra.
Jogou ainda 7 temporadas no futebol dos Emirados Árabes Unidos, defendendo Al-Shabah Dubai, Shabab Al Ahli e Al-Wahda, voltando ao Sheriff em julho de 2021.
Após disputar apenas 2 jogos pelo Campeonato Moldávio, Luvannor deixou o Sheriff em agosto do mesmo ano para assinar com o Al-Taawoun, clube da primeira divisão do Campeonato Saudita.
Em 2022, assinou com o Cruzeiro, por onde jogou e venceu a Segunda Divisão Nacional, ganhando o apelido de Luva do Cruzeiro - em referência ao influenciador digital Luva de Pedreiro.  Em 2023, transferiu-se para o Ceará, após não renovar com o clube mineiro. No entanto, rescindiu seu contrato em comum acordo após seis meses no clube nordestino. Voltou no mesmo ano para o Sheriff Tiraspol, virando o artilheiro máximo do clube em competições continentais, com 8 tentos, e o maior artilheiro da história do clube, com 59 gols.
Em 4 de agosto de 2025, Luvannor foi anunciado como reforço do Al-Faisaly, da Arábia Saudita.

## Carreira internacional
Em 2013, Luvannor (casado com Alena desde 2012) obteve a cidadania moldava e manifestou seu interesse em defender a Seleção Nacional, pela qual disputou seu primeiro jogo em novembro, contra a Lituânia, Seus 2 gols pela equipe foram contra Noruega e Suécia, em janeiro de 2014, e em março do mesmo ano vestiu a camisa da Seleção Moldávia pela última vez, na vitória por 3 a 0 sobre Andorra.
Ainda em 2014, a FIFA anunciou que o atacante não poderia continuar defendendo a Seleção Moldávia nas eliminatórias para a Eurocopa de 2016, alegando que ele não havia cumprido os 5 anos de residência no país. A Federação de Futebol da Moldávia enviou uma carta à entidade pedindo uma exceção à regra, mas a FIFA decidiu que Luvannor estava impedido de jogar pela seleção até 2016. Mesmo com o final do prazo, o atacante não voltou a defender a Moldávia desde então. 

## Vida pessoal
Seu irmão mais novo, Klysman Henrique, é também jogador de futebol e jogou com Luvannor no Shefiff na temporada 2013–14.

## Títulos
Sheriff Tiraspol
- Divizia Naţională: 2011–12, 2012–13, 2013–14
- Supercopa da Moldávia: 2013

Cruzeiro
- Campeonato Brasileiro - Série B: 2022

Ceará
- Copa do Nordeste: 2023

### Individuais
- Artilheiro da Divizia Naţională de 2013–14 (26 gols)